# Beji (Pandanarum)
Beji is een bestuurslaag in het regentschap Banjarnegara van de provincie Midden-Java, Indonesië. Beji telt 2393 inwoners (volkstelling 2010).